# Daniel Norrman

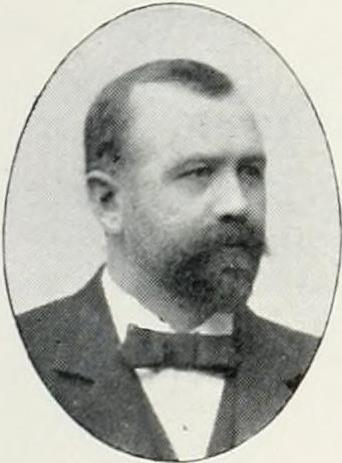
Daniel Norrman.

Elis Daniel Norrman, född 11 december 1855 i Motala, död 10 juli 1911 på Saltsjö-Storängen i Nacka församling, Stockholms län, var en svensk industriman. 
Daniel Norrman, som var son till en disponent, avlade avgångsexamen vid Chalmerska slöjdskolan 1875 och tog skeppsbyggmästarexamen vid Skeppsbyggeriinstitutet 1877. Han praktiserade vid varv i England och Skottland från 1877 till 1880 och var verkmästare vid Lindholmens mekaniska verkstad i Göteborg 1880–1892. Han fick Letterstedts stipendium för vilket han 1883 företog studieresa till Amerika, England, Frankrike och Italien. Daniel Norrman var konsulterande ingenjör i Göteborg 1892–1895 och slutligen verkställande direktör för AB de Lavals Ångturbin från 1895–1911.
Norrman var ledamot i styrelsen för AB Stockholms diskontobank 1899–1911, för Nya ackumulator AB Jungner 1905–1911 och för AB Skandinaviska elektricitetsverk 1902–1911.